# Nomen nudum
Per nomen nudum (lat. nome nudo, pl. nomina nuda) si intende, in tassonomia, un nome scientifico non valido in quanto non sufficientemente illustrato o descritto. Viene utilizzato talvolta in paleontologia per indicare fossili non inquadrabili tassonomicamente o che presentano caratteri che al momento non ne permettono una classificazione soddisfacente, ma con caratteristiche tali da far ritenere che appartengano ad uno nuovo ben definito genere o una nuova ben definita specie non ancora ufficialmente riconosciuta come tale; questo artificio agevola la descrizione del contenuto paleontologico di determinate aree o determinate formazioni geologiche in attesa della determinazione del fossile con una sua precisa classificazione e collocazione tassonomica.
Essendo un nome non valido, può essere riutilizzato, anche da un altro autore, come nome scientifico valido a scopi tassonomici; in questo caso viene mantenuto l'autore e la data del nome valido e non della prima volta che è stato proposto.  

## Esempi
- Airakoraptor
- Arachnura nipponica
- Chorizopes quadrificus
- Mangora paraensis
- Misumena kambei
- Spilasma richei
- "Suzumia" shimomurai
- Thiania viridimicans